# Josep Maria Codina i Filbà
Josep M. Codina i Filbà (Mataró, 1958), és un artista Català.
Va fer la seva primera exposició individual a Mataró l'any 1985. Format en l'àmbit acadèmic, primer a l'escola d'arts Aplicades Pau Gargallo de Badalona i després a la Facultat de Belles Arts de Barcelona, va iniciar la seva trajectòria artística marcada pel mestratge dels artistes mataronins Arenas i Novellas.

## Premis i reconeixements
- 2005 - Primer premi Concurs Guastavino de pintura. Vilassar de Mar[2]
- 2002 - Realització cartell de ” les Santes”. Mataró.[3]
- 2001 - Primer premi Concurs Guastavino de pintura. Vilassar de Mar[4]
- 1996 - Primer premi al Firart. Vilafranca del Penedès[4]
- 1996 - Primer premi a la Competition Graphique pour l'EURO. Brussel·les[4]